# Bruno Senna
Bruno Senna Lalli, född 15 oktober 1983 i São Paulo, är en brasiliansk racerförare. 
Han är systerson till den förolyckade racerföraren Ayrton Senna. Ett drygt halvår innan Ayrton Senna omkom under San Marinos Grand Prix 1994 sa han, "Om ni tycker jag är snabb, så ska ni se min systerson Bruno köra".

## Racingkarriär
Efter bara fem tävlingar i Formel BMW och Formel Renault fick han 2006 chansen att köra i det brittiska F3-mästerskapet för Räikkönen Robertson Racing, ett team som grundats av formel 1-föraren Kimi Räikkönen och affärsmannen Steve Robertson. Senna kom trea i det mästerskapet 2006 och vann sedan sin första seger i GP2 Series på Circuit de Catalunya 2007.
Säsongen 2007 körde Senna GP2 för Arden International, som drivs av Christian Horner. Horner är även chef för formel 1-stallet Red Bull Racing, och det är därför troligt att Senna hamnar där om han skall köra formel 1. Han skulle även kunna hamna i systerstallet Toro Rosso, eftersom det stallets delägare Gerhard Berger är Sennas rådgivare. Säsongen började bra med seger i Barcelona, men fortsatte illa, i takt med att teamet blev ifrånsprungna ingenjörsmässigt. Senna klarade av en åttondeplats i serien, vilket var en besvikelse eftersom man hade hoppats på mer för att få en ny Senna i F1. Säsongen 2008 körde Senna för iSport International och siktade på seriesegern. Det lyckades nästan, då han slutade tvåa, enbart slagen av Giorgio Pantano.
2010 gjorde Senna debut i Formel 1 med Hispania Racing F1 Team. Under Storbritanniens Grand Prix blev ersatt av Sakon Yamamoto, men bara för den deltävlingen. Till Tysklands Grand Prix kommer han tillbaka, och japanen får ersätta Karun Chandhok istället.
2012 kör Bruno Senna för Williams-Renault och efter drygt halva säsongen ligger han på en säker 16:e plats och har tagit poäng i hälften av de körda loppen. Bästa position så långt i säsongen var en 6:e plats i det Malaysiska GP.

### F1-karriär
| Säsong     | Stall/Tillverkare | Placering  | Lopp | Poäng | Etta | Tvåa | Trea | Pole | Varv |
| ---------- | ----------------- | ---------- | ---- | ----- | ---- | ---- | ---- | ---- | ---- |
| 2010       | Hispania-Cosworth | 23         | 18   | 0     |      |      |      |      |      |
| 2011       | Lotus             | 18         | 8    | 2     |      |      |      |      |      |
| 2012       | Williams          | 16         | 20   | 31    |      |      |      |      | 1    |
| Sammanlagt | Sammanlagt        | Sammanlagt | 46   | 33    | 0    | 0    | 0    | 0    | 1    |

### Snabbaste varv i F1-lopp
1. Belgien 2012